# Cantó de Routot
El cantó de Routot és un cantó francès del departament de l'Eure, situat al districte de Bernay. Té 18 municipis i el cap es Routot.

## Municipis
- Barneville-sur-Seine
- Bosgouet
- Bouquetot
- Bourg-Achard
- Caumont
- Cauverville-en-Roumois
- Étréville
- Éturqueraye
- Hauville
- La Haye-Aubrée
- La Haye-de-Routot
- Honguemare-Guenouville
- Le Landin
- Rougemontiers
- Routot
- Saint-Ouen-de-Thouberville
- La Trinité-de-Thouberville
- Valletot

## Història
| Data d'elecció                           | Identitat          | Partit                     | Qualitat |
| ---------------------------------------- | ------------------ | -------------------------- | -------- |
| 1945-1976                                | Guy de Milleville  | RI                         |          |
| 1976-1982                                | Claude Michel      | PS                         |          |
| 1982-1988                                | Charles Hulin      | UDF                        |          |
| 1988-2008                                | Claude Hurabielle  | UDF, després divers droite |          |
| 2008-                                    | Bernard Christophe | PS                         |          |
| les dades anteriors no són pas conegudes |                    |                            |          |
|                                          |                    |                            |          |

## Demografia
| A partir de 1990: Població sense dobles comptes |